# Битка за Белгия
Битката за Белгия или Белгийската кампания е част от голямата Битка за Франция, една от офанзивните кампании на Нацистка Германия през Втората световна война. Тя стартира през май 1940 г. и завършва с немската окупация над Белгия, след като белгийската армия се предава.
На 10 май 1940 г., въоръжените сили на Нацистка Германия, Вермахта нахлуват в Люксембург, Холандия, и Белгия в рамките на оперативния план Фал Гелб (Жълто Дело). Съюзническите армии се опитват да спрат немската армия в Белгия вярвайки, че ще спрат немската тяга но без никакъв успех. След френската подкрепа като добър съюзник на Белгия между 10 до 12 май, Германците преминават във втората си фаза на техните действия, за да си пробият път през Ардените и да напреднат до Ла Манша. Те достигат канала след пет дни и сериозно застрашиха Френската армия като я обграждат отзад. Постепенно те намаляваха пространството на съюзниците принуждавайки ги да се върнат обратно в морето. Белгийската армия се предава на 28 май 1940 г., и с това се слага край на тази битка.
Битката за Белгия е първата битка с танкове във войната, Битка за Ханут. Това е и най-голямата танкова битка в света на тази дата, но по-късно е надмината от боевете в Северноафриканската кампания, както и на Източния фронт. Тази битката също е включена в първата стратегическа въздушна операция с парашутисти.
Немската история официално заяви, че в този период от 18 дни на горчива борба, Белгийската армия е била труден опонент, и също така говореше за „Необикновената смелост“ на войниците им. Разпадането на Белгия принуди съюзническите сили да се оттеглят от континентална Европа. Британските военноморски сили евакуираха всички войници от белгийските пристанища по време на Операция Динамо, която позволява на Британската армия да избяга и да продължи военните си операции срещу Нацистка Германия. Белгия е била окупирана до зимата на 1944 – 1945 г., когато е освободена от Западните съюзници.

## Жертви

### Германски жертви
Консолидираният отчет на Главното командване на Вермахта по отношение на операциите, на запад от 10 май до 4 юни (на немски: Zusammenfassender Bericht des Oberkommandos der Wehrmacht über die Operationen im Westen vom 10. Mai bis 4. Juni) доклади:
- Убити по време на акция: 10 232 офицери и войници[16]
- Изчезнали по време на акция: 8463 офицери и войници[16]
- Ранени по време на акция: 42 523 офицери и войници[16]
- Загубите на немското Луфтвафе от 10 май до 3 юни: 432 самолета[16]
- Загубите на Военноморския флот: няма[16]

Произшествения доклад включва общите загуби на този етап в западната кампания. Данните на Битката за Белгия, 10 май – 28 май 1940 г., не може да се запознаете с точните сигурности.

### Белгийски жертви
- Убити по време на акция: 6093 и 2000 умират в плен.[3]
- Изчезнали по време на акция: повече от 500.[3]
- Заловени по време на акция:200 000.[4]
- Ранени по време на акция:15 850.[4]
- Самолети:112 са унищожени[6]

### Британски жертви
Британските жертви в Битката на Белгия са неизвестни, но британците претърпели следните загуби през цялата западна кампания, 10 май – 22 юни:
- 68 111 са убити по време на акция, ранени по време на акция или заловени.[17]
- 64 000 превозни средства са унищожени или изоставени.[17]
- 2472 оръдия са унищожени или изоставени.[17]
- Кралските въздушни сили претърпяват следните загуби по въздух през цялата западна кампания (10 май – 22 юни) в размер на 931 самолета и 1526 жертви. Жертвите на 28 май са неизвестни.[17]Общо британските загуби във въздуха са 344 през (12 май – 25 май), и 138 през (26 май – 1 юни).[9]

### френски жертви
- убити по време на акция: 90 000[5]
- Ранени по врене на акция: 200 000[5]
- Пленени по време на войната: 1,9.[5]
- Общо френските загуби по въздух са 264 през 12 май – 25 май, и 50 през 26 май – 1 юни.[9]